# ライアン・ミラー (野球)
ライアン・ロバート・ミラー（Ryan Robert Miller、1996年3月28日 - ）は、アメリカ合衆国・フロリダ州サラソータ出身のプロ野球選手（投手）。MLBのデトロイト・タイガース傘下所属。右投右打。

## 経歴

### プロ入り前
2017年のMLBドラフト31巡目（全体920位）でアトランタ・ブレーブスから指名されたが、この時はプロ入りしなかった。

### プロ入りとダイヤモンドバックス傘下時代
2018年のMLBドラフト6巡目（全体189位）でアリゾナ・ダイヤモンドバックスから指名されプロ入り。プロ入り後は傘下A+級ヒルズボロ・ホップスでプロデビュー。12試合に登板して3勝0敗、防御率3.86を記録した。
2019年はA級ケーンカウンティ・クーガーズで27試合に登板し、4勝6敗、防御率3.62を記録した。
2020年は新型コロナウイルスの影響でマイナーリーグの試合が開催されなかったため、公式戦の出場がなかったが、5月28日に自由契約となった。

### 独立リーグ時代
2021年は北米独立リーグであるフロンティアリーグのサザンイリノイ・マイナーズに所属。25試合に登板して1勝1敗6セーブ、防御率2.89という成績を挙げた。
2022年はアメリカン・アソシエーションのスーフォールズ・カナリーズと契約。1試合にリリーフ登板した。

### ヤンキース傘下時代
2022年5月19日にニューヨーク・ヤンキースとマイナー契約を結んだ。ヤンキースでは傘下A+級ハドソンバレー・レネゲーズで25試合に登板したが、2勝3敗、防御率5.75と振るわなかった。

### レッドソックス傘下時代
2022年のルール・ファイブ・ドラフトでボストン・レッドソックスに移籍した。
2023年は傘下AA級ポートランド・シードッグスで41試合に登板して5勝3敗、防御率4.03、67奪三振を記録した。

### エンゼルス時代
2023年のルール・ファイブ・ドラフトでロサンゼルス・エンゼルスに移籍した。
2024年は傘下AAA級ソルトレイク・ビーズで34試合に登板して5勝1敗、防御率2.45、61奪三振の好成績を残し、8月27日にメジャー契約を結んでアクティブ・ロースター入りした。オフの11月7日にDFA、12日に自由契約となった。

### タイガース傘下時代
2024年12月12日にデトロイト・タイガースとマイナー契約を結んだ。

## 詳細情報

### 年度別投手成績
| 年 度    | 球 団    | 登 板 | 先 発 | 完 投 | 完 封 | 無 四 球 | 勝 利 | 敗 戦 | セ 丨 ブ | ホ 丨 ル ド | 勝 率 | 打 者 | 投 球 回 | 被 安 打 | 被 本 塁 打 | 与 四 球 | 敬 遠 | 与 死 球 | 奪 三 振 | 暴 投 | ボ 丨 ク | 失 点 | 自 責 点 | 防 御 率 | W H I P |
| -------- | -------- | ----- | ----- | ----- | ----- | -------- | ----- | ----- | -------- | ----------- | ----- | ----- | -------- | -------- | ----------- | -------- | ----- | -------- | -------- | ----- | -------- | ----- | -------- | -------- | ------- |
| 2024     | LAA      | 13    | 0     | 0     | 0     | 0        | 0     | 1     | 0        | 1           | .000  | 58    | 13.0     | 13       | 2           | 8        | 2     | 0        | 11       | 0     | 0        | 7     | 6        | 4.15     | 1.62    |
| MLB：1年 | MLB：1年 | 13    | 0     | 0     | 0     | 0        | 0     | 1     | 0        | 1           | .000  | 58    | 13.0     | 13       | 2           | 8        | 2     | 0        | 11       | 0     | 0        | 7     | 6        | 4.15     | 1.62    |

- 2024年度シーズン終了時

### 背番号
- 53（2024年）